# Richard Helm
Richard Helm (...) è un informatico svizzero noto come coautore del libro Design Patterns: Elementi per il riuso di software ad oggetti.
Nel 1995, in seguito alla pubblicazione del libro Design Patterns, Helm ha guadagnato vasta fama nell'ambiente della programmazione orientata agli oggetti e ha dato un importante contributo alla diffusione e lo sviluppo del concetto di design pattern.
Richard Helm è tornato alla IBM per fondare una nuova filiale di Object Technology International in Australia, di cui fa ora parte.
In precedenza, Helm ha lavorato come consulente e progettista software nel Gruppo DMR, un'azienda internazionale che si occupa di consulenza nell'area dell'informatica.
Prima ancora, Helm ha lavorato presso il dipartimento Software Technology del T.J. Watson Research Center, IBM, dove si è dedicato alla ricerca nel campo della progettazione, del riutilizzo e della visualizzazione orientate agli oggetti.
Autore di numerose pubblicazioni scientifiche, Helm collabora regolarmente con il periodico Dr. Dobb's Journal e in passato è stato membro della program commettee di OOPSLA, la più autorevole serie di congressi nell'area della programmazione orientata agli oggetti.
Richard Helm ha un Dottorato in informatica conseguito presso la University of Melbourne.